# Sedum botteri
Sedum botteri är en fetbladsväxtart som beskrevs av William Botting Hemsley. Sedum botteri ingår i Fetknoppssläktet som ingår i familjen fetbladsväxter. Inga underarter finns listade i Catalogue of Life.